# Переслідування людей з альбінізмом

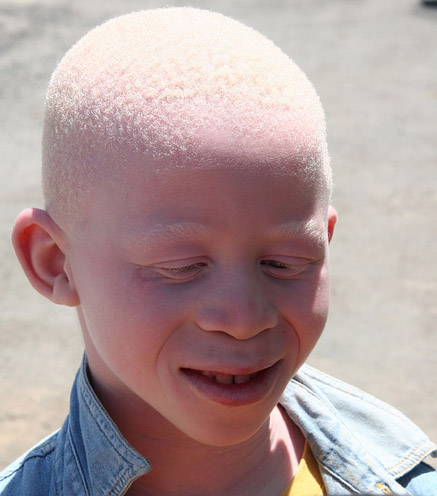
Дитина з альбінізмом

Переслідування людей з альбінізмом (іноді скорочено PWA [Persecution of people with albinism]) засноване на вірі в те, що певні частини тіла людей з альбінізмом можуть передавати магічні сили. Таке марновірство особливо присутнє в деяких частинах регіону африканських Великих озер, його розповсюджували та використовували знахарі та інші, що використовують такі частини тіла як інгредієнти в ритуалах, відварах і зіллях, стверджуючи, що їхня магія принесе процвітання людям споживачу (мути або вбивство від ліків).
В результаті людей з альбінізмом переслідували, вбивали та розчленували, а могили альбіносів розкопували та оскверняли. У той же час людей з альбінізмом також піддавали остракизму і навіть вбивали з прямо протилежної причини, оскільки вважають, що вони прокляті і приносять нещастя. Переслідування людей з альбінізмом відбуваються переважно в африканських громадах на південь від Сахари, особливо серед східноафриканців . :81
Альбінізм — це генетично успадковане захворювання, яке зустрічається дуже рідко і в усьому світі вражає приблизно одну з двадцяти тисяч людей. Хоча альбінізм рідко зустрічається в західному світі, він досить поширений у країнах Африки на південь від Сахари, ймовірно, в результаті споріднених союзів . Обидва батьки, які самі можуть бути або не бути альбіносами, повинні нести цей ген, щоб він передався дитині. Альбінізм зустрічається як у чоловіків, так і у жінок і не характерний чітко для жодної раси чи етнічної групи. Статистика показує, що п'ятдесят відсотків людей з альбінізмом у Танзанії мають відомого родича з альбінізмом :80хоча дуже мало хто розуміє або має освіту щодо медичних та генетичних причин цього стану. Багато хто вважає, що це покарання від Бога або нещастя, і що їхня «хвороба» може бути заразною, як часто вважають навіть члени медичної та професійної спільноти. Ці хибні уявлення, у поєднанні з відсутністю освіти, є одними з ключових причин того, що альбінізм настільки сильно переслідується. Цей брак знань про людей з альбінізмом означає, що народні казки та забобони на ім'я чаклунства займають місце медичних і наукових фактів у свідомості багатьох корінних африканців, з альбінізмом і без нього, що, у свою чергу, має серйозний вплив на соціальну інтеграцію людей з альбінізмом в африканське суспільство. Дев'яносто вісім відсотків альбіносів помирають до сорока років з причин, яким можна було легко запобігти.

## Сучасна статистика переслідування людей з альбінізмом
Звіт був опублікований 1 квітня 2014 року в Дар-ес-Саламі, Танзанія, офіс канадської благодійної організації Under the Same Sun. У документі під назвою "Повідомлені напади на людей з альбінізмом " розглядаються 180 країн і перелічено 129 нещодавніх вбивств та 181 інший напад, усі в 23 африканських країнах. Ці напади включають в себе каліцтво, насильство, порушення могил та випадки шукання притулку.

### Танзанія
У Танзанії альбіноси становлять один випадок на кожні 1429 народжених, що набагато вище, ніж у будь-якій іншій країні. За словами Аль-Шімаа Квей-Гіра, члена парламенту-альбіноса, в Танзанії офіційно зареєстровано 6977 альбіносів. Однак вважається, що їх може бути до 17 000 незадокументованих. Деякі альбіноси мігрували в район Дар-ес-Салама, оскільки вони почуваються безпечніше в міських умовах. Танзанія видається такою, що має найбільшу популяцію альбіносів в Африці.  Альбіноси особливо переслідуються в Шиньянзі та Мванзі, де знахарі пропагували віру в потенційні магічні та забобонні властивості частин тіла альбіносів. Це може спричинити величезне навантаження на сім'ю та стосунки. Дитина-альбінос часто сприймається як погана прикмета і сприймається як небажана. Через ці забобонні погляди багато немовлят-альбіносів стають жертвами дітовбивства. 

### Малаві
Після 2015 року, коли Танзанія вжила жорсткіші кроки проти насильства проти альбіносів, у Малаві спостерігається «різкий підйом вбивств» із 18 зареєстрованими вбивствами з листопада 2014 року, і ймовірне збільшення кількості вбивств через зниклих безвісти та невідомих вбивств. Президент Пітер Мутаріка сформував комітет для вивчення ситуації. Крім того, Малаві зіткнувся з величезною кількістю могил людей-альбіносів, які були пограбовані в новітній історії. У 2017 році поліція виявила щонайменше 39 випадків незаконного вилучення тіл альбіносів з могил або видалення частин тіла з їхніх трупів. Іншим явищем, яке також почало відбуватися, є збільшення кількості релігійних лідерів, поліції та урядових чиновників, які висуваються та засуджуються за вбивство альбіносів у Малаві. Станом на 2018 рік з'явилися припущення, що президент Мутаріка вживає смертної кари для засуджених вбивць людей альбіносів, щоб значно зменшити кількість нападів, що вчиняють, вселяючи страх у тих, хто робить це з діловими чи релігійними цілями, і роблячи це менш прийнятним знахарями та іншими людьми, які слідують забобонам. Існує смертна кара, але вона не була введена в дію з тих пір, як в 1994 році влада перейшла на демократію, а засуджені, яким винесено смертну кару, замість цього сиділи у в'язниці довічно. Президент розглядає це як спосіб посилити судовий контроль і працювати над викоріненням злочинів на ґрунті ненависті, скоєних проти альбіносів.

### Замбія
Згідно з даними останнього перепису населення країни, проведеного в 2010 році, у звіті замбійських організацій альбінізму, таких як AFZ та інших, у Замбії налічується близько 25 324 людей з альбінізмом. «Відзначаючи зусилля уряду Замбії для сприяння добробуту PWA в країні, включаючи заборону расової дискримінації осіб, а також злочинів, що спричиняють тілесні ушкодження, відповідно до Конституції, а також Кримінального кодексу Замбії; підтримуючи публікацію посібника під назвою „ Життя з альбінізмом у Замбії: інформація для дітей та молоді“, метою якого є навчити дітей догляду за здоров'ям, шкоди від сонця та відмінності між ними та їхніми сім'ями та однолітками; включення PWA в перепис населення та житла 2010 року; випадкові покупки та безкоштовне розповсюдження сонцезахисних лосьйонів для PWA, а також розміщення онкологічних клінік, куди PWA звертаються для лікування раку, покриваючи медичні рахунки для деяких із них. Однак є ряд питань, які ще не мають належного вирішення» . Останнє вбивство в Замбії було зареєстровано в березні 2020 року

## Походження міфів і забобонів, що викликають переслідування людей з альбінізмом
Африканські ритуали та духовні уявлення про альбінізм призвели до жорстоких вбивств і нападів на невинних чоловіків, жінок і особливо дітей. Ці ідеї існують протягом багатьох поколінь, але в останні роки знахарі помилково просувають ідеї про обіцянку багатства, успіху та влади, якщо волосся або кінцівки альбіносів використовуються в зіллі як частина чаклунських практик. Це привернуло увагу громадськості як на національному, так і на міжнародному рівні, оскільки ці злочини вважаються злочинами проти прав людини. «Вбивство дітей, викрадення, ампутації та обезголовлення, вчинені з метою постачання високоцінних частин тіла, що використовуються для амулетів, які потім продаються на чорному чаклунському ринку». :79Тому це викликає велике хвилювання та занепокоєння серед населення альбіносів, які повинні бути захищені і часто живуть у самотності просто для того, щоб захистити власне життя та запобігти полюванню, як тварин. :80
Конгресмен США Джеррі Конноллі в 2010 році вніс закон про захист альбіносів і закликав місцеві органи влади захищати альбіносів, заявивши, що «з їхньою допомогою та ухваленням цієї резолюції сьогодні ми зможемо покласти край цим жахливим і жахливим злочинам».
Зрозуміло, що «головними рушійними силами цих злочинів є невігластво, міфи та забобони, наприклад віра в те, що люди з альбінізмом володіють надздібностями або що частини їх тіла дарують багатство та здоров'я». :79Загальновідомо, що в багатьох громадах, переважно в Танзанії та деяких частинах Східної Африки, забобонні погляди, що походять із стародавніх духовних вірувань і підкріплюються місцевими знахарями, були перенесені через століття ритуальних практик і міфічних вірувань. Це створює серйозний ризик для життя людей з альбінізмом, оскільки люди вірять, що це принесе їм багатство, владу, успіх або здоров'я в залежності від розбіжностей у інтерпретації. Старші поліцейські стверджують, що ці частини тіла можуть бути продані на чорному ринку за 75 000 доларів США за набір рук, ніг, вух і геніталій від людини з альбінізмом. :79 Таким чином, за останнє десятиліття була велика кількість вбивств альбіносів, особливо в Бурунді та Танзанії, де в 2007 році було зафіксовано понад сімдесят вбивств і, як повідомлялося, сто п'ятдесят частин тіла альбіносів були відрубані. Зараз кількість вбивств значно перевищує сотню, з низьким рівнем засуджених, а альбіносам продовжують відрізати кінцівки, в результаті чого багато людей постраждали або були сильно калічені, травмовані та піддані тортурам.
Ця загроза для альбіносів може спричинити надзвичайну травму та стрес у їхньому повсякденному житті, на які вже впливає стрес їхнього стану, що впливає на шкіру та зір, ставлячи альбіносів у постійний стан невпевненості та недовіри. За словами Наві Піллей, Верховного комісара Організації Об'єднаних Націй з прав людини, через соціальне та освітнє відчуження, яке часто трапляється у альбіносів, у них часто дуже низький рівень освіти, тому їм не вистачає соціальних та економічних інструментів для продуктивного життя. Також "поширена думка, що альбіноси мають низькі можливості мозку і не можуть функціонувати на тому ж рівні, що й «нормальні люди» . Тому їх здатність вчитися часто є недостатньою через те, що сто відсотків альбіносів страждають від певної форми порушення зору і часто не вистачає освітніх засобів, навчальних матеріалів чи фінансування для підтримки дітей з обмеженим зором. Це спричиняє масове знущання, виключення з груп однолітків, низьку самооцінку та впевненість, а також емоційні та психічні захворювання, пов'язані з неприйняттям суспільством, а також часто членів сім'ї, які вірять у забобонні міфи про альбіносів. Чітко виявлено, що незалежно від того, якої міфічної чи духовної мантри людина може дотримуватися або у які вірування про альбіносів, існує загальна точка зору «майже в усіх культурах регіону Східної Африки, а деякі все ще дотримуються думки, що альбіноси є менш бажаними істотами які менші за людину». :9Тому були створені будинки та школи спеціально для альбіносів, такі як школа альбіносів Буханджа, як безпечне середовище для навчання, зростання та постійного проживання. Багато дітей бояться коли-небудь повернутися до своїх сімей, вважаючи, що їх можуть убити навіть найближчі родичі. Острів Укереве є ключовим прикладом цього, який показаний у фільмі, де проживає велика спільнота людей з альбінізмом, де проживають 62 альбіноси, які, швидше за все, залишаться на самоті та подалі від мисливців за альбіносами.
У звіті ООН, представленому в рамках резолюції Ради з прав людини 23/13 від 13 червня 2013 року, зазначено, що альбіносів часто вважають «привидами, а не людьми, яких можна стерти з карти світу». :5Їх часто переслідують як диявола або людей, які є поганою ознакою або страждають від прокляття. У деяких громадах «вважається, що контакт з ними принесе нещастя, хворобу чи смерть». :5Отже, це дискримінація та психічне ітемоційне переслідування, де жорстокі знущання над дітьми, відчуження та залишення відбуваються навіть без жорстокого фізичного переслідування.
Однак питання, які привернули увагу Ради з прав людини ООН, — це вбивство альбіносів для лікування та розчленування, а також напади та вбивства людей з альбінізмом. Ще одним міфом, який накладає ризик на людей з альбінізмом, є переконання, що «статевий акт з жінкою або дівчиною з альбінізмом може вилікувати ВІЛ/СНІД». :5Вважається, що жертвоприношення альбіносів також «заспокоює бога гори» :5коли можливий страх перед виверженням вулкана, і вважається, що висмикування волосся альбіносів може принести вдачу. Також повідомлялося, що "шахтарі використовують кістки людей з альбінізмом як амулети або ховають їх там, де вони бурять золото :5Напади, які відбуваються, зазвичай призводять до смерті або серйозного каліцтва альбіноса, що, за даними Ради з прав людини, може в «деяких випадках стосуватися торгівлі органами, торгівлі людьми та продажу дітей, дітовбивства та залишення дітей». :6

## Акція проти переслідування
Внаслідок ескалації вбивств президент Кіквете публічно і неодноразово засуджував знахарів, їхніх помічників і посередників, а також клієнтів, серед яких є співробітники поліції, за ці вбивства. Серед жертв є діти, викрадені у батьків. Вбивці та їхні спільники використовують волосся, руки, ноги, шкіру, очі, геніталії та кров у ритуалах або для виготовлення відьомських зілль.
Верховний комісар ООН з прав людини опублікував попередню доповідь про дискримінацію, яка була спрямована на людей з альбінізмом. :5Цей звіт подано в рамках резолюції Ради з прав людини 23/13 від 13 червня 2013 року. У ньому підкреслювалося, що «держави вживатимуть конкретні заходи для захисту та збереження прав на життя та безпеку людей з альбінізмом, а також їх права не піддаватися катуванням і жорстокому поводженню, а також забезпечувати їм доступ до належної медичної допомоги, працевлаштування, освіти і справедливості». :1Дискримінація альбіносів часто проявляється членами сім'ї та родичами, особливо при народженні, і жорстоке поводження з боку суспільства широко поширене там, де є серйозні проблеми соціального відчуження та стигми. Резолюція 23/13 пояснює занепокоєння Ради з прав людини щодо «нападів на людей з альбінізмом». :3Тому Рада закликала Верховного комісара ООН з прав людини (УВКПЛ) подати доповідь. Наві Піллей є чинним Верховним комісаром ООН з прав людини. Як представник, 11 березня 2014 року вона подала повідомлення, в якому розглянуто поточний стан дискримінації осіб з альбінізмом та можливі шляхи змін та розвитку у захисті альбіносів. «Люди з альбінізмом мають право жити без страху чи знущань, дискримінації, соціального відчуження, вбивств та розчленування». Цей кадр був опублікований 13 березня 2014 року для огляду поточної ситуації навколо альбіносів, які живуть у страху бути вбитими або захопленими в цілях медицини вбивств і віри знахарів у магічний потенціал волосся і кінцівок альбіносів.
Також ключовим питанням є вплив освіти громадськості для заохочення усунення соціальної стигми, пов'язаної з альбіносами в суспільстві, яке не повністю розуміє, що альбінізм — це не прокляття чи духовний привид, а просто стан шкіри. У Зімбабве альбіноси отримали ім'я sope, що вказувало на те, що вони одержимі злими духами, а в Танзанії вони відомі як nguruwe, що означає «свиня», або zeru, що означає «привид». У Звіті обговорюються «найсерйозніші порушення прав людини, з якими стикаються люди з альбінізмом, насамперед зосереджено на ритуальних вбивствах та нападах, яким вони піддаються». :3Він також містить рекомендації міжнародній спільноті та державам-членам щодо дій щодо людей з альбінізмом.

## Плани на майбутнє
Генеральний секретар Міжнародної федерації Бекеле Гелета стверджує, що «альбінізм є однією з найбільш сумних вразливостей… і його необхідно негайно вирішувати на міжнародному рівні». :20Це заклик до міжнародного розкриття та допомоги у тому, щоб люди, які страждають на альбінізм, могли бути захищені від нелюдських вбивств і захищеними від нещадних мисливців за частинами тіла альбіносів для їх зілля та духовних ліків. «Основні питання, які слід вирішити, включають в себе освіту щодо профілактики раку шкіри, засудження стигматизації та дискримінації, а також швидке переслідування мисливців за альбіносами та їхніх спонсорів». :80Таким чином, зрозуміло, що альбіноси стикаються з багатьма проблемами у своєму житті, і їх потрібно захищати на основі прав людини, навіть якщо вони виглядають інакше і не схожі на будь-яку іншу расу на землі. «Важливо інформувати медичне співтовариство та широку національну та міжнародну громадськість про трагедії, з якими стикаються альбіноси, щоб захистити їх від раку шкіри та ритуальних вбивств осіб, які шукають багатства через таємні ринки, що продовжують чаклунство».
Уряд вжив ряд заходів для захисту популяції альбіносів. Навесні 2008 року президент наказав переслідувати знахарів Крім того, жінка-альбінос, Аль-Шима Квей-Гір, була призначена стати членом парламенту, першим альбіносом на такій посаді в історії Танзанії . Поліції також порадили сформувати списки альбіносів і забезпечити для них спеціальний захист.
Щоб не допустити грабіжників, могили альбіносів заливали бетоном. Однак до жовтня 2008 року вбивства не вщухли, і хоча деяких підозрюваних було затримано, вироків не було. За оцінками, з березня 2007 року було скоєно понад 50 вбивств, багато з яких у шахтарських та рибальських громадах поблизу озера Вікторія, особливо в Мванзі, Шиньянзі та Марі .
У січні 2009 року "прем'єр-міністр Пінда оголосив війну мисливцям за альбіносами, і, намагаючись припинити торгівлю частинами тіла альбіносів, він відкликав ліцензії всіх знахарів країни, які використовують частини тіла у своїх фетишах чорної магії. "

### Засудження мисливців за альбіносами
Перший вирок за вбивство альбіноса в Танзанії був винесений 23 вересня 2009 року у Високому суді Кахами . Це був «знаковий вирок» через те, що на даний момент відомо про понад 50 вбивств, і це був перший фактичний вирок. Обвинувальний вирок був винесений після вбивства та каліцтва 14-річного юнака Мататизо Дуніа, на якого в грудні 2008 року напали троє чоловіків у районі Букомбе в регіоні Шиньянга .
Чоловіки винесли Дуніа з його дому пізно ввечері, перш ніж жорстоко вбити його. Одного з них пізніше знайшли з ногою Дуніа. Інші частини тіла Дуніа були приховані в чагарниках. Чоловіки зізналися в бажанні продати частини Дуніа знахарям, але, незважаючи на це, їхня юридична команда не передбачала смертного вироку через повішення, який отримали троє чоловіків.
Організація активістів альбінізму Under The Same Sun, що базується в Канаді та Танзанії, високо оцінила цей прорив, але її засновник Пітер Еш зауважив: «Це одне переконання. Ще 52 родини досі чекають на справедливість» Голова Товариства альбіносів Танзанії Ернест Кімая закликав оприлюднити повішення, щоб ще більше продемонструвати іншим, що до питання вбивства альбіносів слід ставитися серйозно.
Проблема з чаклунством та його силою та впливом полягає у знахарі, оскільки він майже завжди «шанується суспільством як істина в останню чергу». :3Більшість племен у стародавні часи вчинили б дітовбивство дитини-альбіноса, вважаючи це поганою ознакою, що практикували Сукума, Діго та Масаї . :5Однак у деяких племенах альбіносів приносили в жертви богам або для використання зіллям, на що вони все ще полюють у 21 столітті. «Один з найнебезпечніших міфів і суть останніх атак на PWA полягає в тому, що з частин їх тіла можна перетворити зілля, які приносять удачу та багатство своїм користувачам». :4
У 2006 році в ЗМІ заговорили про деякі з перших публічно повідомлених вбивств, наприклад про 34-річну жінку-альбінос Аріті, яку вбили з відрубаними руками і ногами та проданими. Деякі випадки, які були ключовими в останні роки, вперше відбулися в 2008 році, коли чоловік з Танзанії намагався продати свою дружину-альбіноса за ціною 3000 доларів США конголезьким бізнесменам. Хоча бізнесменам вдалося уникнути арешту, Інтерполу було доручено спробувати відстежити цих людей. Саме це призвело до того, що президент Джакая Кікеве наказав посилити поліцію та захистити від судового переслідування, однак через корупцію все ще є докази того, що навіть поліцейських підкупають і «купують», щоб закрити очі на певні злочини, якщо вони отримують грошовий прибуток. Хоча, за даними BBC News, 170 знахарів були заарештовані за причетність до нелюдських взаємодій і намірів з альбіносами.
Інший приклад, який стався, коли на двох матерів напали банди з мачете, щоб дістатися до їх дітей-альбіносів. У пошуках дітей чоловіки увірвалися в будинок біженців, відомий як табір Лугуфу в Кігомі; хоча діти залишилися недоторканими, жінки отримали важкі травми. Ще один випадок, розкритий конгресменом США Джеррі Конноллі, був у листопаді 2008 року в Руїгі, Бурунді, коли було застрелено 6-річну дівчинку-альбіноса. Їй відрубали голову та кінцівки, залишивши лише її розчленований тулуб.

## Організації для запобігання переслідуванню
Створено багато організацій, які допомагають захищати та забезпечувати громади з альбінізмом. Також створено фільми, щоб заохочувати, навчати та створювати міжнародне розуміння випробувань, з якими стикаються люди з альбінізмом у сучасному світі, який все ще має справу зі стародавніми ритуалами та практиками, які заохочують до вбивства для медицини. Це суперечить всьому міжнародному законодавству з прав людини, і тому важливо, щоб люди з альбінізмом були захищені колективно. Такі організації, як Національна організація альбінізму та гіпопігментації (NOAH), Танзанійський центр альбіносів (TAC), , що базується в Аруші, Танзанія; прагнуть «покращити життя альбіносів за допомогою освітньої та медичної допомоги, щоб вони могли жити безпечним, прийнятним і процвітаючим життям у суспільстві за своїм вибором». Інші групи включають Albinism Foundation Zambia (AFZ), що базується в Лусаці, заснований музикантом Джоном Чіті, у якого діагностовано альбінізм, Assisting Children in Need (ACN); і Under the Same Su, де Еш, який також має альбінізм, заявляє про свої прагнення та мету проєкту: «У мене є мрія, що одного дня в Африці люди з альбінізмом займуть належне місце на кожному рівні суспільства, і що дні дискримінації людей з альбінізмом залишаться слабким спогадом!» The Vision of Albinism Foundation Zambia, згідно з їхнім веб-сайтом: «Люди з альбінізмом у Замбії користуються та реалізують свої права та основні свободи нарівні з рештою суспільства без будь-якої форми дискримінації на основі свого стану»
Міжнародна федерація Червоного Хреста (IFRC) є ключовою частиною руху за захист альбіносів, які працюють над безпечною інтеграцією людей з альбінізмом у суспільство в Бурунді, "прагнучи мінімізувати їхню вразливість до мисливців, раку шкіри та освітньої та соціальної маргіналізації. " :84IFRC особливо працює із захистом матерів і дітей, які побоюються переслідування, і допомагає їм забезпечити безпечні домівки та захист там, де діти бояться нападників, а також надаючи спеціальну арену для альбіносів, забезпечує захист безпеки та середовище любові, розуміння один одного серед усіх з альбінізмом, і єдність у боротьбі проти переслідування та дискримінації. Червоний Хрест дуже чітко дав зрозуміти у своїх публікаціях, що уряд також повинен зробити рішучі кроки для захисту людей з альбінізмом, щоб припинити переслідування. Вони заявили, що вкрай важливо, щоб уряд намагався «забезпечити ефективний правовий захист людей з альбінізмом, використовувати місцеві адміністративні структури для виявлення та захисту альбіносів у переховуванні та проведення громадських антидискримінаційних кампаній та надання медичних послуг для потребуючих альбіносів». «
Асанте Маріаму — це ще одна організація, яка була створена після того, як Маріаму Стафорд вижив після атаки проти альбіносів, яка прагне забезпечити „швидке судове переслідування та засудження їхніх вбивць“ і, отже, заохочувати правосуддя. :84Ця історія була представлена Палаті представників США в березні 2010 року, де конгресмен США Джеррі Конноллі був вражений цією жахливою історією і „спонукав мене вжити заходів“. Він представив законопроєкт, який передбачає вжиття заходів проти жорстокого насильства, що скоюється проти людей з альбінізмом у Східній Африці, а також забезпечення справедливості та покарання винних. У березні 2010 року він виступав перед будинком, закликаючи своїх колег „приєднатися до мене та Маріаму Стенфорд у приверненні міжнародної уваги до цього жахливого порушення прав людини“. Цей закон засуджує будь-які травми, вбивства або каліцтва людей з альбінізмом і спеціально закликає місцеві уряди Східної Африки, особливо в Танзанії та Бурунді, „вжити негайних заходів для запобігання подальшому насильству проти людей з альбінізмом“. Є багато інших людей, які працюють над захистом людей з альбінізмом від переслідувань, а також забезпечують належну медичну допомогу, захист від сонця та навчальні заклади, щоб забезпечити справедливе ставлення до людей з альбінізмом із дотриманням усіх прав людини, а не полювання як на тварин через страх перед їх життям. Також був створений день обізнаності про альбіносів доктором Айшею Сеті, доцентом дерматології в Школі медицини Прітцкера, який відзначається щороку 4 травня. Президент також призначив Аль-Шима Квей-Гіра, який сам є людиною з альбінізмом, депутатом, який прагне бути голосом у парламенті Танзанії для захисту від переслідувань людей з альбінізмом у суспільстві та заохочує надання та підтримки їхньому фізичному, медичному, освітньому захист і піосиленню

### Under the Same Sun (UTSS)
Under the Same Sun — заснована в Канаді організація з підтримкою, зосереджена на Танзанії та розташована в Дар-ес-Саламі, заснована в 2008 році Пітером Ешем з баченням „сприяння за допомогою пропаганди та освіти благополуччя людей, які часто маргіналізовані або неправильно зрозумілі“. Нами керує віра в те, що всі люди мають внутрішню цінність, оскільки вони створені за образом Бога» . Тому вони діють відповідно до моральних цінностей і цінностей прав людини, щоб підтримати жертв, щоб покласти край дискримінації та переслідуванню невинних людей з альбінізмом. Згідно з «Under The Same Sun», щоб викорінити напади на людей з альбінізмом, «необхідно зосередитися на усуненні залежності від віри в чаклунство шляхом зміцнення інфраструктури, такої як школи та лікарні, одночасно посилюючи почуття справедливості шляхом вдосконалення системи справедливості». :4Таким чином, повертаючи людям з альбінізмом їхнє право на те, щоб з ними поводилися як з людьми, справедливо як із функціонуючими членами суспільства, які можуть виглядати інакше та страждати від серйозних уразливостей, вмирають від їхнього фізичного стану, але не заслуговують на вбивство чи будь-який біль через стародавні міфи, стверджуючи, що жертва цих людей створить майбутню вигоду для іншої людини.

### Фонд альбінізму Замбії (AFZ)
Albinism Foundation Zambia базується в Лусаці, Замбія. Засновником Фонду альбінізму Замбії (AFZ) є Джон Чіті як перша людина з альбінізмом, яка вийшла в Замбії як нагороджений музикант. Потім він почав мобілізувати спільноту альбінізму, використовуючи власні ресурси, а пізніше сформував цю фундацію, за допомогою якої вони могли представити уряду та зацікавленим сторонам свої проблеми з питань управління. Таким чином, Фонд альбінізму Замбії був заснований у 2008 році як неурядова організація, яка працює над забезпеченням добробуту людей з альбінізмом у Замбії. Це також перша організація альбінізму в Замбії.

### Amnesty International (AI)
Amnesty International провела кілька кампаній проти переслідування та дискримінації людей з альбінізмом. «Альбінізм у Малаві: Зупинити вбивства» — це кампанія, яку проводить організація, яка була розпочата з метою «зупинити ритуальні вбивства людей з альбінізмом».

## Фільми про переслідування альбінізму
Створені фільми також допомагають підвищити обізнаність і розповідають історії переслідуваних людей з альбінізмом, починаючи з "У моїх генах ", кенійського документального фільму 2009 року режисера Лупіти Ніонго (згодом ключового актора з фільму « Дванадцять років рабства» 2013 року).). За ним у 2010 році послідував фільм " Біле і чорне: кольорові злочини " канадського режисера Жана-Франсуа Меана, який розповідає історію Вікі Нтетема, танзанійської журналістки, яка досліджувала торгівлю частинами тіла альбінотів у Танзанії. Цей фільм став наріжним каменем національної кампанії " Під тим самим сонцем " з метою припинення хвилі насильства. Після виходу фільму в ефір рівень вбивств, який був стабільним протягом трьох років, знизився на 90 %. [ потребує оновлення ]
" <i id="mwAWA">Біла тінь</i> ", німецько — італійсько — танзанійський драматичний фільм 2013 року, написаний, продюсований і режисований Ноаза Деше, привернув увагу міжнародної спільноти до цієї проблеми, показаний на різних кінофестивалях, отримавший нагороду «Лев майбутнього» на Венеціанському фестивалі. Також випущений у 2013 році документальний фільм "У тіні сонця ", який протягом шести років знімав у Танзанії Гаррі Фріланд, розповідає про боротьбу Джозефата Торнера, борця за демістифікацію забобонів про людей з альбінізмом та їх використання для чаклунство; і підлітка Ведаста, який сподівається пережити переслідування людей з альбінізмом до повноліття. А також The Beautiful Ones Are Born, короткометражний фільм одного з наймолодших нігерійських режисерів Дамі Тайво, який ще не вийшов.

## Інші африканські країни
У червні 2008 року повідомлялося про вбивства в сусідній Кенії і, можливо, в Демократичній Республіці Конго .
У жовтні 2008 року AFP повідомила про подальше поширення вбивств альбіносів в районі Руїгі в Бурунді . Частини тіл жертв потім контрабандою перевозять до Танзанії, де їх використовують для ритуалів відьмаків і зілля. Альбіноси стали «комерційним товаром», — прокоментував Нікодем Гахімбаре в Руїгі, який створив місцеву безпечну гавань у своєму укріпленому будинку.
У 2010 році також повідомлялося про випадки в Есватіні .

### Південна Африка

#### Біологія
Окуло-шкірний альбінізм, OCA2, є найпоширенішим генним типом успадкованих захворювань альбінізму серед населення банту на півдні Африки. Це відбувається з частотою 1:4000. Захворюваність у людей сото на півночі Південної Африки є найвищою і становить 1:1500 у новонароджених. Альбінізм є найбільшою причиною дитячих порушень зору на півночі Південної Африки з частотою 1:1900 серед чорношкірого населення. Статистичні дані щодо альбінізму в Південній Африці значною мірою неповні, однак дослідження, цитовані Всесвітньою організацією охорони здоров'я в 2006 році, повідомляють, що 1:4000 народилися з альбінізмом, порівняно з приблизно 1:20 000 у всьому світі.
Південноафриканський генетик людини Трефор Дженкінс зробив величезний внесок, щоб допомогти зрозуміти соціальне та культурне середовище альбінізму, медичні ризики та наслідки, вирішивши молекулярну основу та етіологію OCA2 у Південній Африці.

#### Рак шкіри
Діти з альбінізмом у сільській місцевості піддаються впливу високого рівня ультрафіолету без належного захисного спорядження, що призводить до пошкодження шкіри. Лише 12 % державних шкіл забезпечили сонцезахисний крем SPF15 для дітей з альбінізмом. Плоскоклітинний рак голови та шиї є найпоширенішим типом пухлин шкіри у африканських пацієнтів з альбінізмом. Немеланомний рак, а саме базально- та плоскоклітинний рак, які зазвичай рідкісні у чорношкірих популяціях, є поширеними серед уразливої групи, яка живе з альбінізмом. У південноафриканському дослідженні за участю 111 учасників з OCA виявлено, що у 23 % цих учасників розвинувся рак шкіри, причому область голови є найбільш часто ураженою місцем. Багато людей із сільських районів, таких як Східний Кейп з альбінізмом, не знають про запобіжні заходи, необхідні для захисту їхньої шкіри. Доктор Віллі Віссер, керівник відділу дерматології в Університеті Стелленбоша та лікарні Тигерберг, сказав, що хоча білі південноафриканці захворіли на рак шкіри лише після 60 років, більшість альбіносів хворіли на рак шкіри у віці 20 років. Державні заклади охорони здоров'я зобов'язані щомісяця надавати альбіносам сонцезахисний лосьйон, однак ця потреба не завжди задовольняється через нестачу запасів та брак знань у медичних працівників.

#### Расова класифікація
Расова зовнішність і походження відігравали ключову роль у процесі расової класифікації під час апартеїду . Крім того, різні соціологічні та психологічні надають кольору шкіри багато конотацій. Колір шкіри традиційно є миттєвим показником ідентифікації раси та расових відмінностей. Традиційні визначення раси припускають, що раса і колір шкіри нероздільні, однак для людей з альбінізмом раса і колір шкіри не пов'язані. Хоча колір і раса використовуються як взаємозамінні, вони залишаються незалежними підставами для дискримінації. Особи, які живуть з альбінізмом, повинні бути захищені від несправедливої дискримінації на основі їх раси, а також відтінку шкіри. Люди, які живуть з альбінізмом, зазнають дискримінації, стигматизації та упереджень на основі їх кольору шкіри, а також раси. Дискримінація за тоном шкіри може бути міжрасовою або внутрішньорасовою. Скотт стверджує, що, оскільки поточні класифікації раси не дають людям, які живуть з альбінізмом, належного захисту, слід запропонувати нову категорію кольору. Мсвела стверджує, що додаткові поділи та класифікації раси посилять проблеми, пов'язані з расою.

#### Дискримінація
Різниця зовнішності у дитини з альбінізмом створює проблеми соціалізації та адаптації. Відмінна фенотипічна відмінність чорношкірих (африканських) людей з альбінізмом та решти групи населення призводить до перешкод у соціальній інтеграції, а таким чином до остракізму. Жителі Південної Африки, які живуть з альбінізмом, є одними з найбільш уразливих у країні, і навряд чи існує серйозна спроба захистити цих громадян від порушень прав людини, насильницьких злочинів та погроз. Масштаб насильницьких злочинів серед людей з альбінізмом не такий високий, як в інших африканських країнах, однак відзначено сплески насильницьких злочинів проти людей з альбінізмом. Їх чутливість до сонячного світла, що обмежує їхню можливість брати участь у активному відпочинку, сприяє фізичній та соціальній ізоляції дітей з альбінізмом. Після рішення Конституційного суду у справі Кармікеле проти Міністра безпеки та безпеки на уряд було покладено обов'язок і відповідальність захищати вразливих людей. Судовий процес у справі Кармікеле створює стратегію для подання запобіжного позову проти держави на основі твердження, що держава зобов'язана захищати людей з альбінізмом від насильницьких дій. Уряд Південної Африки визначив вересень місяцем поінформованості про альбінізм. Тандо Хопа — 24-річний прокурор і модель, яка живе з альбінізмом. Вона одна з небагатьох чорношкірих моделей-альбіносів і активістів альбінізму в світі.

#### Міфи
Багато африканських громад залежать від традиційних пояснень альбінізму, а не від біомедичних пояснень. Це часто призводить до негативної соціалізації особи з альбінізмом. Людей, які живуть з альбінізмом, часто називають зневажливими іменами, такими як «інкаву», термін нгуні для білого бабуїна, «ісішава» — зулуський переклад людини, яка проклята, а також «зеру зеру», що означає схожий на привид. Термін суахілі «zeru» також широко використовується в Танзанії .
Трьох людей засудили за вбивство 20-річної Тандазіле Мпунзі, включаючи її 17-річного хлопця. Хлопець заманив Мпунзі в ізольований район вдень 1 серпня 2015 року в районі Феландаба в Емангузі на півночі Квазулу-Натал . Її задушили, вбили та розчленували. Вони планували продати частини тіла Мпунзі за цілі гроші. Вони стверджували, що народний цілитель сказав їм, що вони стануть багатими, якщо змішають кров і частини Мпунзі з «муті». Двоє з обвинувачених визнали себе винними у вбивстві та засуджені до 20 років позбавлення волі. Повідомляється про численні дані про вбитих і зниклих безвісти людей з альбінізмом. Торгівля частинами тіла альбіносів стала прибутковим бізнесом.

## Міжнародна реакція
Після того, як ВВС та інші оприлюднили події, пов'язані з вбивствами альбіносів трьома танзанійцями, Європейський парламент рішуче засудив вбивство альбіносів у Танзанії 4 вересня 2008 року . Палата представників США прийняла резолюцію H. 1088, внесену респ. Джеррі Конноллі (D, VA), 22 лютого 2010 року 418 голосами проти 1 Резолюція засуджує напади та вбивства; кваліфікує їх як порушення прав людини та закликає уряди Танзанії та Бурунді активно переслідувати такі випадки та проводити освітні кампанії для боротьби з забобонними переконаннями, що лежать в основі насильницьких нападів.

## Подальше читання
- Фотостатія National Geographic . «Усередині життя альбіносів у Танзанії», січень 2013 р
- Стаття National Geographic . «Оскільки в Танзанії тривають вбивства альбіносів, питання без відповіді викликають страх», жовтень 2013 р.
- Zeru Zeru: The Ghosts, документальний фільм про полювання на альбіносів у Танзанії; від Small Planet Productions
- Додаткові документи від організації Під тим же сонцем